# Andreas Oxner
Andreas Oxner (ur. 16 listopada 1459 w Rinn, zm. 12 lipca 1462) – austriacki męczennik i błogosławiony Kościoła katolickiego.

## Życiorys
Andreas Oxner urodził się 16 listopada 1459 w Rinn w północnym Tyrolu, niedaleko Innsbrucka, jako syn Marii i Simone Oxner. Gdy miał ok. 2 lata zmarł jego ojciec, wówczas matka powierzyła go pod opiekę wuja. Według legendy mały Andreas miał zostać zamordowany przez Żydów w trakcie rytualnych obrzędów.
W 1620 w miejscu jego męczeńskiej śmierci wybudowano kaplicę. Od 1722 codziennie w rocznicę jego śmierci odprawiano Mszę św. ku pamięci męczennika. Jego kult jako błogosławionego został zatwierdzony przez papieża Benedykta XIV 22 lutego 1755.
W 1994 jego kult został formalnie zniesiony przez biskupa Innsbrucku Reinholda Stechera, lecz jego grób nadal odwiedzają pielgrzymi.